# Jota Quest

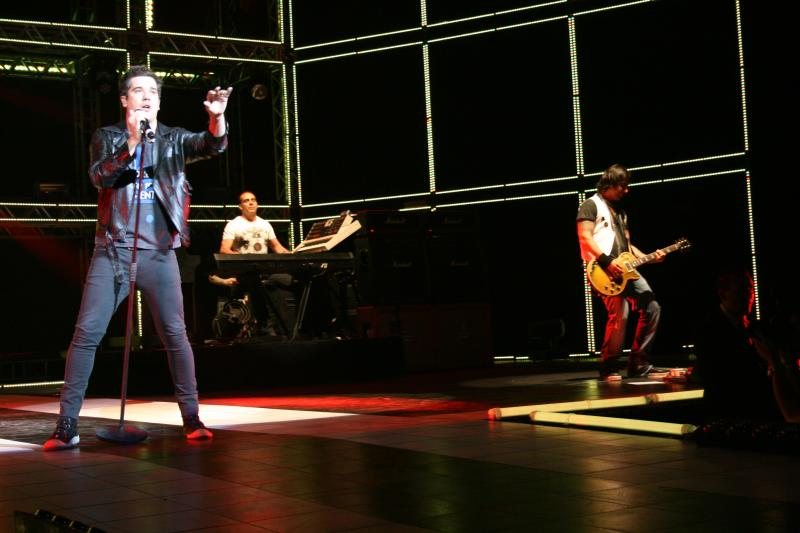
Jota Quest, Via Funchal, 2010.

Jota Quest es una banda brasileña de pop rock formada en Belo Horizonte, en 1993. Nació con el nombre J. Quest, por inspiración del dibujo animado Jonny Quest. Para no ser procesados por la Hanna-Barbera, el grupo tuvo que cambiar el nombre de la banda para Jota Quest a finales de la década de 1990. Hay también una versión que dice que la alteración fue hecha por Tim Maia, que, se refería la banda como Jota Quest.
La banda también encontró inspiración en la banda de acid jazz Jamiroquai. Fue por gustar de black music (soul/funk/disco) y acid jazz que el bajista PJ y el baterista Paulinho Fonseca resolvieron formar una banda. En seguida, el guitarrista Marco Túlio Lara y el tecladista Márcio Buzelin se juntaron al grupo. Rogério Flausino comenzó su actuación en el conjunto después de ser escogido en una prueba con más de dieciocho candidatos.
En 1996, fueron contratados por Sony Music y grabaron el primer álbum J. Quest, que trajo algunos sencillos de destaque, como la regravação de "Los Dolores del Mundo" (de Hyldon) y "Encontrar Alguien".

## Historia
El grupo hizo su primer show como J. Quest inspirado en el dibujo animado Jonny Quest y en la banda de acid jazz Jamiroquai, idea del bajista PJ (aunque ninguno de los integrantes fuera fan del dibujo). En la época, el grupo circuló por el circuito de bares y facultades de Bello Horizonte y llegó a reunir más de dos mil personas por presentación. Con eso, la banda fue conquistando espacio. el contrato con la Sony Music vino enseguida y el primer disco fue lanzado en agosto de 1996. El visual de los años 70, representado en la portada del álbum de estrena por ropas características y enormes perucas black power de la época, agradaron al público y a la mídia. No tardó mucho para las músicas "Dolores del Mundo" y "Encontrar Alguien" – éxitos en Bello Horizonte - conquisten las radios de todo lo Brasil. Pero llevó un tiempo aún para presentarse en la televisión. El día 11 de enero de 1997, ellos fueron invitados por la Xuxa a presentarse en el programa que en la época se llamaba "Xuxa Hits" de la Red Globo. Fue la primera presentación del Jota Quest en la televisión abierta.

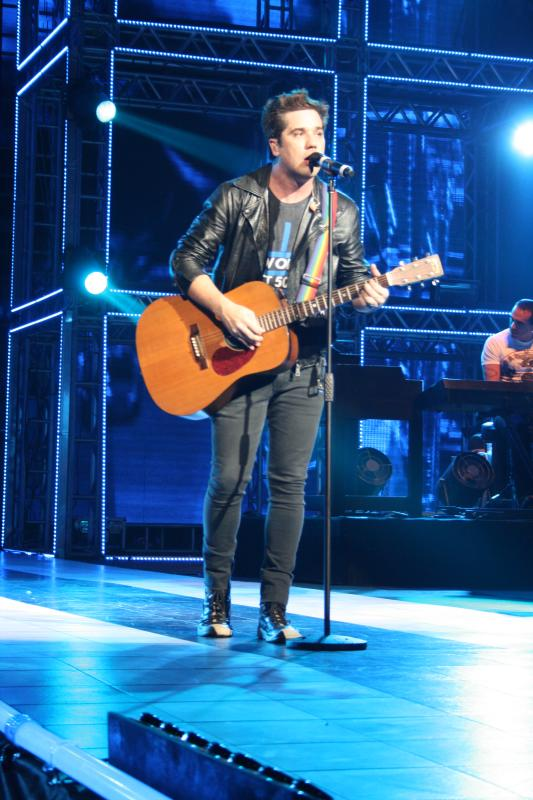
Rogério Flausino

La banda hizo amistad con Tim Maia, de quien grabó "Baile Mientras es Tiempo”, el cantante se refería la banda como "Jota Quest", al saber que usaban el nombre J. Quest, la Hanna-Barbera, dueña del dibujo Jonny Quest amenazó procesar la banda, que inmediatamente optó por el nombre dado por Tim Maia.
En 1998, ya firmando como Jota Quest, la banda lanzó el trabajo De Volta ao Planeta, consolidando su carrera en todo el país. La música "Fácil" fue una de los rangos más tocados de la época y el grupo conquistó su primer disco de Platina por vender más de 250 mil copias del disco.
En 2000, el conjunto lanzó el disco Oxigênio, que es el disco más Rock and roll de la banda, trayendo varias baladas románticas como "Días Mejores", " Lo que yo tampoco entiendo" y "Tele-hambre".

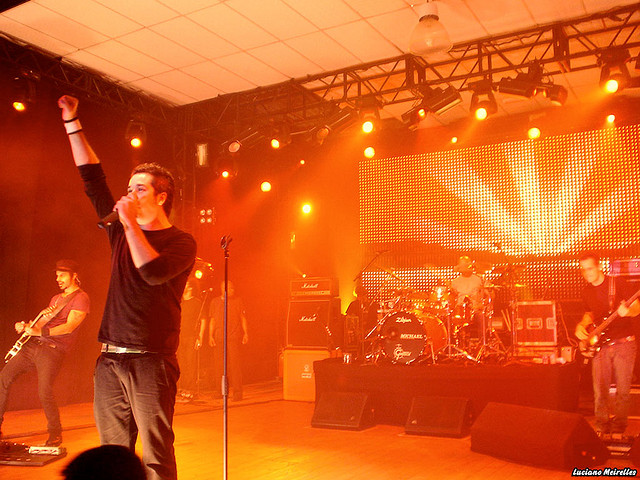
Jota Quest, en Guarapuava, 2006.

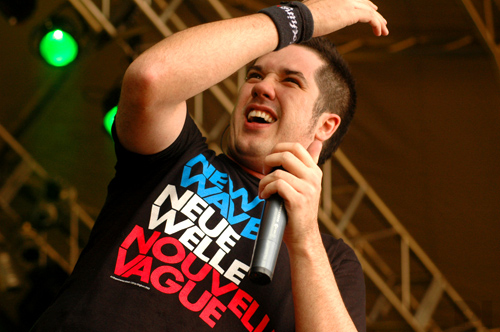
Jota Quest, 2007.

En 2002 fue lanzado el disco Discotecagem Pop Variada. Rogério Flausino fue invitado por Disney para cantar la versión brasileña la trilha sonora de la película Planeta del Tesoro. Su título es "Estoy Aquí" (I'm Still Here).]
En 2003, los días 1 y 2 de mayo, fue realizada la grabación del disco MTV ao Vivo: Jota Quest, en la plaza del Papa (Plaza Israel Abeto), en Bello Horizonte, con transmisión en la MTV Brasil. Primero álbum en vivo del grupo, el trabajo, reunió sus mayores hits y contó con la participación especial de Arnaldo Antunes y Thaíde. El mismo año, el Jota Quest fue el único grupo en toda a América Latina a ser invitado para participar de la trilha sonora de la película Hombre Araña 2 con versión para el tema del dibujo animado del héroe (regravada anteriormente por las bandas Ramones y Aerosmith) con letra de Rogério Flausino.
En 2005, cuatro años sin un trabajo inédito, el grupo grabó Até Onde Vai, que llegó a las tiendas en octubre de aquel año. de fuentes?
Diez años tras el lanzamiento del primer CD, la banda marca presencia en el escenario pop rock brasileño. En total son seis CDs, miles de shows y récords de público por todo lo Brasil, presentaciones nos Estados Unidos y, recientemente, en Europa, donde participó de la apertura del Rock in Río Lisboa, dividiendo escenario con Carlos Santana y Roger Waters.[carece de fuentes?]
El año de 2008, la banda lanza La Plata, grabado en el estudio Minério de Hierro, después de tres años de la grabación del hasta entonces último álbum, Hasta Donde Va que de 2005 fue la turnê más larga del Jota Quest, llegando a lanzar el DVD Até Onde Vai, que fue grabado el día 3 de septiembre de 2006, en el Anfiteatro Poner-del-Sol en Porto Alegre, Río Grande del Sur. de fuentes?
La canción "La Plata" estuvo en la trilha sonora de la novela "Cama de Gato", y la balada romántica "Viene a andar conmigo" fue tema de Caras & Bocas.[carece de fuentes?]
En el segundo semestre de 2010, el conjunto lanzó para el mercado latino su primer álbum en español, intitulado de Días Mejores. El álbum fue lanzado de entrada en la Argentina. de fuentes? Archivado el 11 de noviembre de 2016 en Wayback Machine.
]
En 30 de marzo de 2011, llegó a las radios la canción intitulada "ES Preciso (La Prójima Parada)". En el inicio de marzo, el Jota Quest anunció una turnê conmemorativa a los 15 años de carrera. A "J15 – 15 Años en la Moral" será una especie de fiesta con 5 horas de duración, donde la banda presentará un show de tres horas con tres nuevos rangos y varias participaciones especiales como Pitty, Marcelo Falcão del El Rappa y de la más nueva asociación con Dato Villa-Lobos y Marcelo Bonfá ambos exintegrantes de la Legião Urbana. En uno de esos shows de la turnê, el día 30 de septiembre, la banda tocó en la cuarta edición del Rock in Río en el antepenúltimo día siendo uno de los mejores shows del festival. En mayo es lanzado el box Quince, primera coletânea de la banda, conteniendo casi cuarenta rangos, siendo tres inéditas. Aún en fase de celebración de aniversario de la banda, en diciembre de 2011 fue grabado un show especial de la turnê "Quince", conteniendo varias participaciones especiales en el Credicard Hall, y el proyecto fue lanzado en CD y DVD en mayo de 2012 con el título Multishow ao Vivo: Jota Quest - Folia & Caos. De más nueva música de trabajo es Tiempos Modernos. En marzo de 2013 la banda lanza una nueva compilación intitulada Mega Hits, primer álbum lanzado exclusivamente de forma digital en proyecto de Sony Music. Además de 23 éxitos de carrera, el álbum trae dos grabaciones de antiguos éxitos: Quiero Que Todo Vaya para el Infierno de Roberto Carlos, y Para Frente Brasil, éxito de la década de 1970.

## Integrantes
- Rogério Flausino - vocal y violão
- Marco Túlio Lara - guitarras eléctricas
- PJ - bajo
- Paulinho Fonseca - batería
- Márcio Buzelin - teclados

## Récords
- El Jota Quest es líder de downloads pagados en Brasil, con más de tres millones de músicas bajadas, hasta marzo de 2013.[6]

## Discografía

### Álbumes en estudio
- (1996) Jota Quest
- (1998) De Volta ao Planeta
- (2000) Oxigênio
- (2002) Discotecagem Pop Variada
- (2005) Até Onde Vai
- (2008) La Plata
- (2013) Funky Funky Boom Boom
- (2015) Pancadélico

### Álbumes en vivo
- (2003) MTV ao Vivo: Jota Quest
- (2012) Multishow ao Vivo: Jota Quest - Folia & Caos
- (2012) Rock in Rio 2011 - Jota Quest
- (2017) Acústico Jota Quest
- (2023) Jota25 - De Volta ao Novo (para ser lanzado)

### Álbumes recopilatorios
- (2011) Quinze

### Álbumes de vídeo
- (2003) MTV ao Vivo: Jota Quest
- (2004) DVD Clipes (recopilación de vídeos musicales)
- (2006) Até Onde Vai (Ao Vivo em Porto Alegre)
- (2012) Multishow ao Vivo: Jota Quest - Folia & Caos
- (2012) Rock in Rio 2011 - Jota Quest
- (2017) Acústico Jota Quest
- (2023) Jota25 - De Volta ao Novo (para ser lanzado)

## Premios y nombramientos
| Año  | Organización  | Premio                                     | Nombramiento              | Resultado | Ref   |
| ---- | ------------- | ------------------------------------------ | ------------------------- | --------- | ----- |
| 2011 | Grammy Latino | Mejor Álbum de Pop Contemporáneo Brasileño | Quince                    | Ganador   | [ 7 ] |
| 2013 | Grammy Latino | Mejor Álbum de Rock Brasileño              | En vivo en el Rock in Río | Ganador   | [ 7 ] |